# 加拉恰尔马
加拉恰尔马（Garacharma），是印度安达曼-尼科巴群岛Andamans县的一个城镇。总人口9431（2001年）。

## 人口
该地2001年总人口9431人，其中男性5021人，女性4410人；0—6岁人口1157人，其中男569人，女588人；识字率73.85%，其中男性为##sm#，女性为69.27%。